# Orthothecium acuminatum
Orthothecium acuminatum là một loài Rêu trong họ Hypnaceae. Loài này được Bryhn mô tả khoa học đầu tiên năm 1907.